# ヘンリー・ワズワース・ロングフェロー
ヘンリー・ワズワース・ロングフェロー（英: Henry Wadsworth Longfellow、1807年2月27日 - 1882年3月24日）は、アメリカ合衆国の詩人である。代表作に「ポール・リビアの騎行」 (Paul Revere's Ride) 、「人生讃歌」 (A Psalm of Life) 、「ハイアワサの歌」 (The Song of Hiawatha) 、「エヴァンジェリン」 (Evangeline) などがあり、ダンテ・アリギエーリの「神曲」をアメリカで初めて翻訳した人物でもある。「炉辺の詩人」5人組の1人として知られる。メイン州ポートランドで生まれ育つ。ブランズウィックのボウディン大学で学び、幾度かの海外滞在を経た後、後半生の45年間はマサチューセッツ州ケンブリッジで過ごした。

## 来歴
ロングフェローは1807年2月27日に、メイン州ポートランドで、スティーヴン・ロングフェローとジルパー・ワズワース・ロングフェロー夫妻の子として生まれ、現在もワズワース・ロングフェロー・ハウスとして知られる家で育った。父親は弁護士であり、母方の祖父ペレグ・ワズワース・シニアはアメリカ独立戦争を戦った将軍だった。ロングフェロー家は1676年にイギリスのヨークシャーから新大陸に渡ってきた一家である。また母方からは、メイフラワー号の乗船者のプリシラ・オールデン、ジョン・オールデン、ウィリアム・ブリュースター、ヘンリー・サムソン、ジョン・ハウランド、リチャード・ウォーレンの血を、また歴代大統領の幾人かを出したジョン・ラスロップ牧師の血も受けていた。
ロングフェローの兄弟は、スティーヴン（1805年生）、エリザベス（1808年生）、アン（1810年生）、アレクサンダー（1814年生）、メアリー（1816年生）、エレン（1818年生）、サミュエル（1819年生）の7人だった。
ロングフェローは読み書きに大変優れており、3歳で私塾に入学し、6歳の時にはポートランド・アカデミーに入った。1822年、14歳でブランズウィックのボウディン大学に入学した。ここでは生涯の友人となるナサニエル・ホーソーンと出会った。

### 最初の欧州旅行とボウディン大学での教授職
1825年にボウディン大学を卒業すると、言語学の研究のために何度かヨーロッパに派遣するという条件付でボウディン大学の教授職の申し出を受けた。1826年から1829年の間、ヨーロッパ（イギリス、フランス、ドイツ、オランダ、イタリア、スペイン）を旅し、帰国するとボウディン大学では初めての現代言語学教授となり、また非常勤司書にもなった。この教授時代にロングフェローはフランス語、イタリア語、スペイン語で教本を書き、また旅行記「海を越えて：海を渡ったピルグリム」(Outre-Mer: A Pilgrimage Beyond the Sea)を著した。1831年、ポートランドのメアリー・ストーラー・ポッターと結婚した。

### 2回目の欧州旅行とハーバードでの教授職

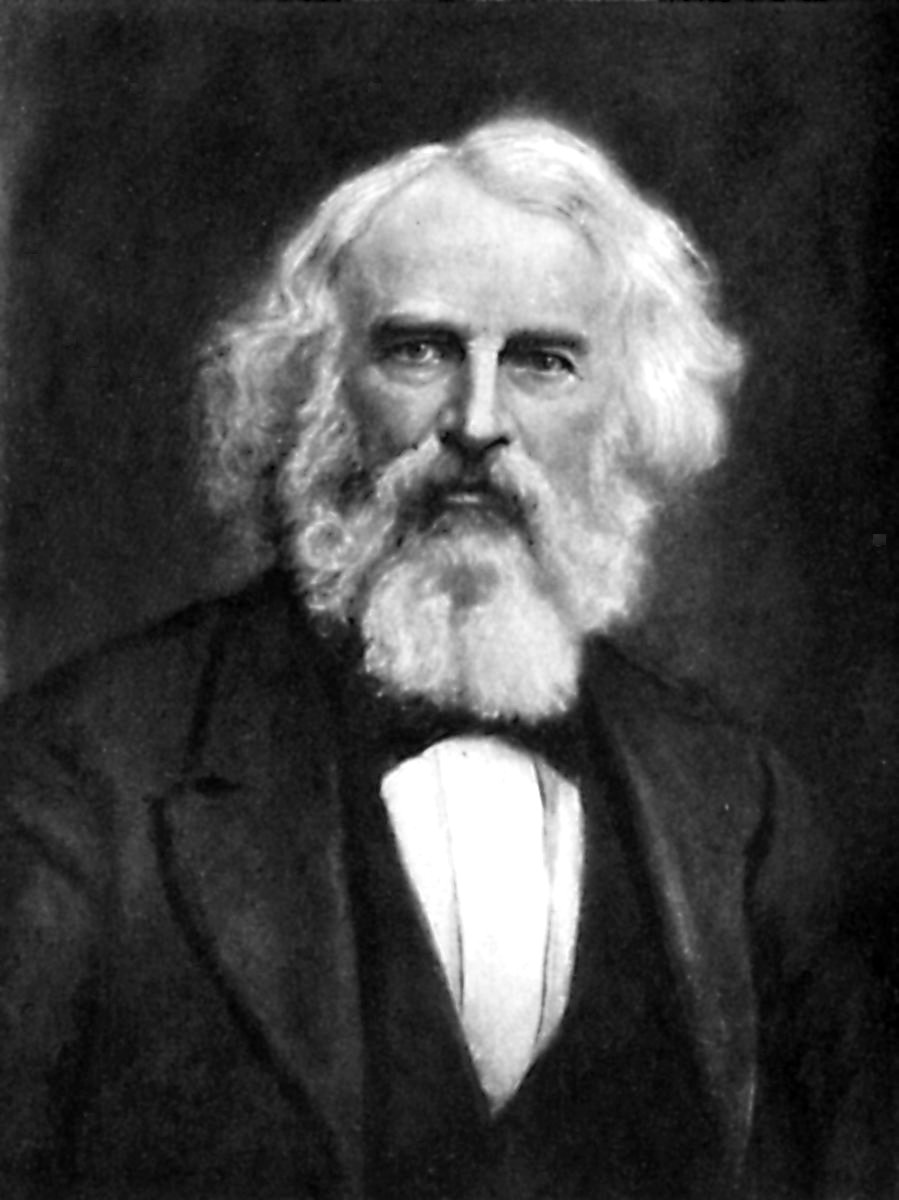
ヘンリー・ワズワース・ロングフェロー

ロングフェローはまた、1年間程度の海外留学という条件付でハーバード大学のフランス語とスペイン語のスミス教授職 (Smith Professor of French and Spanish) を得た。ロングフェローが旅の途上、ロッテルダムにいた1835年、妻メアリーは流産の後に22歳で亡くなった。その3年後、ロングフェローはメアリーとの愛に着想を得て「天使の足跡」(Footsteps of Angels)を書いた。
ロングフェローは1836年にアメリカに戻り、ハーバードの教授職に就いた。ケンブリッジに移り住み、終生そこに留まることになった。ただし、夏の間だけはナハントで過ごした。この頃に詩集の刊行を始めた。1839年の「夜の声」(Voices of the Night)、1841年の「バラードと他の詩」(Ballads and Other Poems)である。「バラードと他の詩」には有名な詩「村の鍛冶屋」(The Village Blacksmith)が入っている。1842年にはドイツのライン地方に詩人のフェルディナント・フライリヒラートを訪問し、終生の交友を結ぶ。
ロングフェローは1854年にハーバードを退職し、著述に専念することにした。1859年にはハーバード大学から名誉博士号を受けた。

### フランシス・"ファニー"・アップルトンとの結婚
ロングフェローは、ボストンの裕福な実業家ネイサン・アップルトンの娘、フランシス・"ファニー"・アップルトンとの交際を始めた。この交際期間、ロングフェローは度々ハーバードからボストン・ブリッジを越えてボストンのアップルトン家まで歩いて通った。この橋は老朽化したために1906年に架け替えられ、ロングフェロー・ブリッジと名づけられた。
7年後にファニーが結婚に同意し、1843年に二人は結婚した。ネイサン・アップルトンは二人への結婚祝にチャールズ川を見下ろす「クレーギー・ハウス」を購入した。この家は、独立戦争中にジョージ・ワシントン将軍とその参謀が占領したものだった。
ロングフェローのファニーに注いだ愛は、1845年10月に書いた彼の唯一の愛の詩、ソネット「夜の星」(The Evening Star)の中の次の行に見て取ることができる。
おお、私の愛するいとしい金星！私の朝のそして夜の愛の星！(O my beloved, my sweet Hesperus! My morning and my evening star of love!)
ロングフェローとファニーの間には6人の子供が生まれた。

### ファニーの死
ロングフェローは家庭生活を愛する良き夫であり、良き父親であった。しかし、突然の悲劇に襲われた。
1861年7月9日、ファニーが子供の髪の房を封筒に入れて封蝋で封緘しようとしていた時に衣服に引火、重篤な火傷を負ったことで翌10日に死去した。44歳だった。ロングフェローはファニーの死にひどく落胆し、終生立ち直ることがなかった。ロングフェローの悲しみの強さは、ファニーの死後18年も経って彼女の思い出に書いたソネット「雪の十字架」(The Cross of Snow)の次の節からも見て取れる。
これが私が胸につける十字架 (Such is the cross I wear upon my breast)
この45年間、景色がいくら変わり (These forty five years, through all the changing scenes)
季節がいくら変わろうと、彼女の死の日より変わらずに (And seasons, changeless since the day she died.)

### 死
ロングフェローは1882年3月24日、5日間腹膜炎を患った後に死去。遺体は二人の妻が眠るケンブリッジのマウント・オーバーン墓地に埋葬された。1884年、ロンドンのウェストミンスター寺院の詩人のコーナーに、アメリカの詩人としては初めてその胸像が置かれた。

## 家族
- チャールズ・アップルトン (1844-1893)
- アーネスト・ワズワース (1845-1921)
- ファニー (1847-1848)
- アリス・メアリー (1850-1928)
- イーディス (1853-1915)
- アン・アレグラ (1855-1934)

1847年4月7日に妻のファニーが長女ファニーを出産した際、医師のネイサン・クーリー・キープが妊婦に産科麻酔を使用しているが、これがアメリカにおける産科麻酔使用の初例として知られる。
長男のチャールズ・ロングフェローは1871年（明治3年）6月から1873年（明治5年）3月までの間日本に滞在し、東京・蝦夷・長崎など日本各所を訪問。明治天皇に拝謁したり、岩崎弥太郎や山内容堂と親交を結んだりもしている。家族への手紙の中で当時の日本社会の様子やそこでの暮らしを詳しく伝えている。滞在中に撮影した写真や日記を元にした『ロングフェロー日本滞在記』が平凡社から出版されているほか、手に入れた土産品などがマサチューセッツ州ケンブリッジのロングフェロー邸で展示されている。

## 作品
ロングフェローは存命中からアメリカで賞賛された人物であり、1877年の彼の70歳の誕生日はパレードや講演会、彼の詩の朗読会が行われ、あたかも国民の休日のようであった。最も愛された詩人の一人とも言われており、アメリカの最初期の「著名人」の一人である。
ロングフェローの作品は彼の時代には広い人気を集め、現代の批評家の中には感傷的に過ぎるという者もいるが、現代でもなお人気がある。その詩は親しみやすく、分かりやすい題材を扱い、平明で、流麗な言葉を用いている。ロングフェローの詩作品がアメリカの聴衆を作り、アメリカの神話を生むことになったのである。
ロングフェローの詩「クリスマスの鐘」(Christmas Bells)は、クリスマス・キャロル「クリスマスの日に鐘の音を聞いたよ」 (I Heard the Bells on Christmas Day) の元になっている。
ケンブリッジにあるロングフェローの家、ロングフェロー国定歴史サイトは、アメリカ国定歴史サイト、アメリカ国定歴史建造物、アメリカ登録歴史プレースに指定されている。1906年、その3分の2縮尺の家がミネソタ州ミネアポリスのミネハナ公園に造られ、動物園の目玉的存在になった。また、ポートランドのダウンタウンにあるロングフェローの生家は、メイン州歴史協会によって保存・運営され、夏季のみ博物館として公開されている。

## 作品一覧
- ドン・ホルヘ・マンリケのコプラ (Coplas de Don Jorge Manrique. スペイン語からの翻訳, 1833)
- 海を越えて：海を渡ったピルグリム (Outre-Mer: A Pilgrimage Beyond the Sea. 旅行記, 1835)
- 夜の声 (Voices of the Night. 1839) - 処女詩集、「人生の讃歌」を含む。
- ハイペリオン (Hyperion, a Romance. 1839)
- バラードと他の詩 (Ballads and Other Poems. 1842) - 「村の鍛冶屋」 (The Village Blacksmith) 、「もっと高く」 (Excelsior) を含む詩集。
- 奴隷の詩 (Poems on Slavery. 1842)
- スペインの学生 (The Spanish Student. 3幕劇, 1843)
- ヨーロッパの詩と詩歌 (Poets and Poetry of Europe. 翻訳, 1844)
- ブリュージュの鐘楼と他の詩 (The Belfry of Bruges and Other Poems. 1845)
- エヴァンジェリン: アカディの話 (Evangeline: A Tale of Acadie. 叙事詩, 1847)
- カヴァナー: 物語 (Kavanagh: A Tale. 1849)
- 海辺と炉辺 (The Seaside and the Fireside. 1850)
- 黄金の伝説 (The Golden Legend. 詩劇, 1851)
- ハイアワサの歌 (The Song of Hiawatha. 叙事詩, 1855)
- マイルズ・スタンディッシュの求婚と他の詩 (The Courtship of Miles Standish and Other Poems. 1858)
- 路傍の宿屋の話 (Tales of a Wayside Inn. 詩歌, 1863)
- 家の詩 (Household Poems. 1865)
- ルスの花 (Flower-de-Luce. 詩歌, 1867)
- ダンテの神曲 (Dante's Divine Comedy. 翻訳, 1867)
- ニューイングランドの悲劇 (The New England Tragedies. 1868)
- 神の悲劇 (The Divine Tragedy. 1871)
- クリスタス (Christus: A Mystery. 1872) - 上記の「神の悲劇」「黄金の伝説」「ニューイングランドの悲劇」を合わせて三部作としたもの。
- 3冊の歌の本 (Three Books of Song. 1872)
- その後 (Aftermath. 詩, 1873)
- パンドラの仮面と他の詩 (The Masque of Pandora and Other Poems. 1875)
- ケラモスと他の詩 (Kéramos and Other Poems. 1878)
- はるかなる目標 (Ultima Thule. 1880)
- 港にて (In the Harbor. 詩, 1882)

### 日本語訳
日本人による翻訳は1870年に中村正直によって「村の鍛冶屋」が七言の漢詩「打鉄匠歌」として翻訳されたのにはじまり、『新体詩抄』（1882年）に3編が日本語に翻訳されてから愛読されるようになった。長編では山路愛山が1891年に「マイルス・スタンヂッシュの恋」を翻訳したのが最初である（下記の大空社『アメリカ詩集』に収録）。
- 西川光太郎註訳『プリモスの美人』東文館、1902年
- 高須梅渓（高須芳次郎）訳『乙女の操』新潮社、1906年
- 牧田勝訳『將軍の戀』建文館、1911年 (The Courtship of Miles Standish and Other Poems)
- 生田春月訳『ロングフェロウ詩集』越山堂、1923年
- 山内六郎訳『涙の彼方に : エヴェンゼリン物語 : 詩物語』平凡社、1926年
- 幡谷正雄訳『イヷンヂェリン』新潮社、1927年（〈新潮文庫113〉、1934年）
- 齋藤悦子訳『エヴァンジェリン : 哀詩』岩波書店〈岩波文庫700〉1930年、ISBN 4003230515
- 關口野薔薇訳『エバンジエリン』天沼幼稚園、1934年
- 松山敏訳『ロングフェロウ詩集』人生社〈人生詩歌文庫9〉、1953年
- 大和資雄訳「夜の声」『世界名詩集大成 11 アメリカ』平凡社、1959年
- しらいしかずこ訳『ハイワサのちいさかったころ』ほるぷ出版、1989年、ISBN 4593502233
- 三宅一郎訳『ハイアワサの歌』作品社、1993年、ISBN 4878931787
- 川戸道昭・榊原貴教編『アメリカ詩集』大空社〈明治翻訳文学全集22〉1999年、ISBN 4756803164 [8]

## 名句・語録

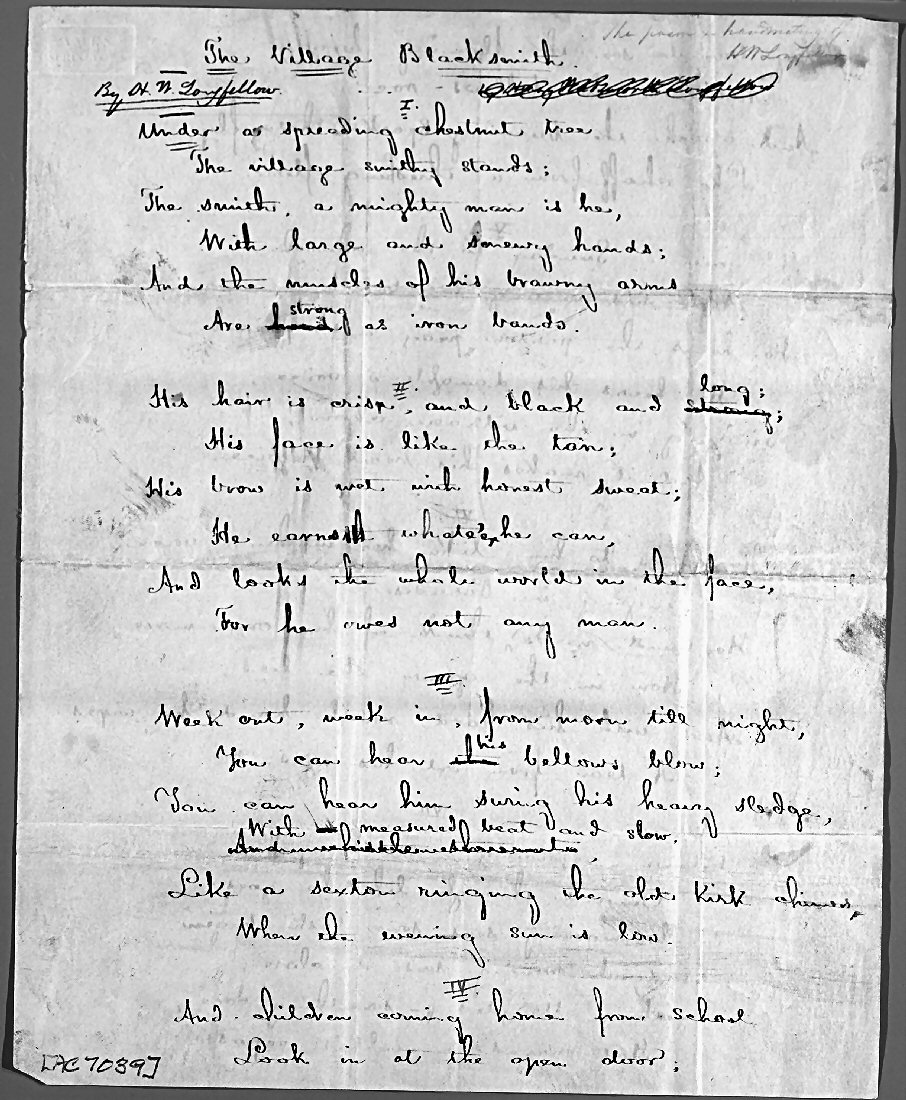
「村の鍛冶屋」原稿

- 夜に通り過ぎる船 ("ships that pass in the night")
- 愛は日の光、憎しみは日陰、人生は日陰と日向の格子縞。 ("Love is sunshine, hate is shadow, life is checkered shade and sunshine.")
- 間違ったことの言い訳をするよりも正しいことをするほうが時間がかからない。 ("It takes less time to do a thing right than explain why you did it wrong.")
- 上着の綻びは直ぐ繕える。しかし、きつい言葉は子供の心を傷つける。 ("A torn jacket is soon mended; but hard words bruise the heart of a child.")
- 悲しみは瞬時の暗闇を通って灯りから灯りへ架ける覆われた橋にすぎない。 ("The grave is but a covered bridge Leading from light to light, through a brief darkness!")
- 貴方の持ち物を誰かに上げなさい。思っているよりもいいことになるかもしれない。 ("Give what you have to somebody, it may be better than you think.")
- 愛がいつ始まるかを知るのは難しい。愛が始まった、と知るのはそんなに難しくない。 ("It is difficult to know at what moment love begins; it is less difficult to know that it has begun.")

## 雑記
- アメリカにはロングフェローの名を冠した学校がマサチューセッツ州、メイン州、イリノイ州、アイオワ州、ミシガン州、ウィスコンシン州、カリフォルニア州、ミネソタ州、モンタナ州、ペンシルベニア州、ニューヨーク州、テキサス州、サウスダコタ州など各所にある。
- ニール・ダイアモンドのポップソングに「ロングフェローのセレナーデ」がある。
- 2007年3月にアメリカ合衆国郵便公社はロングフェローの切手を発行した。
- 男声アカペラ合唱団ボウディン・カレッジ・ロングフェローズは、ロングフェローの作品に基づいた曲を演奏している。